# Войнишки паметник (Враждебна)
Войнишкият паметник в квартал Враждебна на София е издигнат в памет на загиналите от село Стара Враждебна в Балканската, Междусъюзническата и Първата световна война.
Паметникът е открит през 1924 г. Върху висок постамент в неокласически стил е поставена изящна статуя на войник в атакуваща поза „на нож“. Обща височина на паметника е 4 m, а височината на статуята е 1,20 m. Изработен е от бял гранит. Проектант на паметника е Джулиано Клева, а изпълнител – Паоло Пилоти.
Върху паметника са изписани имената на убитите: ефрейтор Стоимчо Денчев (17 октомври 1912 г. Люле-Бургас), редниците Стоимчо Стефчов (25 юли 1918 г. Битоля), Величко Младенов (16 май 1917 г. Битоля), Никола Стоимчов (13 август 1917 г. Битоля), Георги Ангелов (8 септември 1916 г. Тутракан), Иван Христов (15 септември 1916 г. Добруджа), Стоян Йончев (18 ноември 1916 г. с. Лахна), Милотин Стоянчов (1 декември 1916 г. Комана), Йордан Петров (18 октомври 1915 г. Дом. Махала), Илия Ангелов (23 март 1918 г. Битоля), Стоян Стойчев (16 март 1913 г. Чаталджа), Петрун Андреев (18 октомври 1915 г. Дъсч. Кладенец). Починали от болести: Стефан Йончев (29 септември 1915 г.), редниците Дуче Стойчев (5 януари 1916 г. Горна Джумая), Мишо Михайлов, Пешо Петков (1917 г.), Цветко Иванов (декември 1918 г. Скопие), Андрея Глягов (юни 1918 г. Петрич), Йордан Младенов (29 юни 1916 г.), Иван Михайлов, Симеон Богданов (октомври 1916 г. Букурещ), Пешо Богданов. Поставен е и надпис: „Въздигнат през 1924 г. в памет на загиналите воини пред олтаря на Отечеството от село Ст. Враждебна.“ Стихове на Иван Вазов от стихотворението „Новото гробище над Сливница“: „Герои! Вие се борихте и умряхте за свободата и обединението на българското племе, духът ви вечно ще витай над планините и родний край“. „България е признателна Вие сложихте костите си за и с кръвта си оросихте бойните полета и балканите“.
Първоначално паметникът е разположен на „Ботевградско шосе“, а след юли 1981 г. е в градинка пред църквата „Св. ап. Петър и Павел“.